# Dragonix - Il sigillo di smeraldo
Dragonix- Il Sigillo di Smeraldo è la seconda serie dell'omonima collezione di minifigure e Lamincards prodotte da Edibas Collections.
La serie è stata edita nel 2009 dopo il successo della prima serie, l'anno pecedente.
Le Minifigure e Lamincards sono anche utilizzabili per un gioco da tavolo creato apposta per la serie.

Le Minifigure erano vendute in edicola, in delle singole bustine collocate in un espositore. In edicola era anche acquistabile un bundle con all'interno una rivista (che conteneva: piano da gioco, fumetto e informazioni generali sulla serie), una bustina, una torcia UV (che se puntata su una Minifigure, avrebbe rivelato un punteggio utile al gioco) e un DVD contenente il cartone animato e delle informazioni sulla collezione.

## Produzione
La realizzazione è stata effettuata da Edibas Collections nel 2009, su progetto grafico di Luciano Costarelli e Giustina Porcelli, mentre il fumetto è stato realizzato da Kappa Srl, con i testi di Andrea Baricordi, i disegni di Christoper Possenti, i colori di Daria Cerchi e la composizione grafica di Silvia Galliani.

## Storia

### La storia di Drakonia
Lassù nel cielo, nascosta da una coltre di nubi, si sposta lentamente la montagna volante, il regno di Drakonia, il luogo dove hanno avuto origine tutti i draghi e centinaia di creature fantastiche e mostruose.
All'interno della montagna, che è grande come un piccolo continente vivono due clan in costante lotta tra loro: il clan Goil Drakons che vive soprattutto a Nord e il Clan Evid Drakons, maggiormente diffuso a Sud.
Queste due fazioni compongono le minifigures e Lamincards della prima serie di Dragonix.
All'inizio facevano parte di un'unica grande alleanza che poi si è divisa come le due parti del simbolo di Dragonix. (I simboli di Evid e Goil, se combinati, creano il logo "Dragonix")
Dopo migliaia di anni di guerre spietate, la pace era stata raggiunta grazie all'avvento di Luminares, il re di tutti i draghi. Il Re ha il potere di controllare la direzione della montagna, in modo da intercettare il flusso di energia emotiva che rende possibile l'esistenza stessa di queste creature. Sono gli esseri umani nel generare questa corrente di energia, semplicemente provando timore o manifestando forti emozioni nei confronti delle creature sovrannaturali. L'energia si innalza verso il cielo in flusso invisibile fino a disperdersi nelle altitudini celesti dove, rarefacendosi, perde il suo potere. La montagna riesce ad attirarne il flusso assorbendola e filtrandola fino a farla diventare fluida. È molto importante il controllo dell'energia perché quando un drago ne assimila troppa può facilmente rimanerne ucciso. Luminares ebbe il merito di dosare meglio dei suoi predecessori le comparse dei draghi sulla terra e riuscire a distribuire le energie sufficienza per tutti, ma mai troppa.

### I rinnegati e gli esiliati
Nei millenni, alcuni Drakon hanno dovuto subire l'onta dell'esilio. Altri non sono stati cacciati da Drakonia, ma sono stati rinchiusi in alcune zone della montagna. Il più famoso degli esiliati è Mayestos che, dopo secoli vissuti sulla terra alle pendici di un vulcano ha preso il titolo di re dei draghi infernali. Il più celebre dei rinnegati è invece Gorgon il fratello di Luminares. La successione al trono richiede il sacrificio del perdente ma Luminares ha rotto la tradizione salvando la vita di Gorgon, esiliandolo nel girone di rinnegati.
Il Sigillo di Smeraldo
Il fumetto e il corto animato raccontano la medesima storia.
Dopo la apparente morte del re di Drakonia Luminares, il vuoto di potere scatena una faida tra due clan per la conquista del trono, gli Evid e i Goil.
I due leader, Dith e Duir, si affrontano in una battaglia aerea ai vertici della Montagna Volante, proprio nel luogo dove giace il corpo di Luminares. Durante lo scontro, si accusano a vicenda della sua morte, ciascuno convinto che l'altro sia il responsabile.
Durante il loro scontro fa la sua apparizione Mayestos, rivendicando come suo il trono di Drakonia.
Dith e Duir di scontrano con Mayestos, che li sconfigge senza alcuno sforzo. A quel punto, fanno la loro apparizione gli altri draghi del clan Skranders, al quale Mayestos fa da leader.
Il corpo di Luminares riprende improvvisamente vita, per difendere il trono di Drakonia dall'ascesa degli Skranders, rivendicando il clan dei Drakons come unico possibile erede al trono.
Luminares attacca Mayestos, ma viene sopraffatto dalla forza degli Skranders, che sembrano avere un potere superiore agli altri draghi, che rende la loro colorazione verde (a differenza del normale viola/nero).
Dopo la sua sconfitta, Luminares viene rinchiuso in una prigione d'ambra, dove erano imprigionati altri Drakons (probabilmente Evid e Goil). Grazie alla sua forza, riesce a liberarsi dal blocco d'ambra che lo rinchiudeva scoprendo che, a sigillo della sua prigione erano poste delle gemme verdi: la fonte del potere degli Skranders. Luminares riesce appropriarsene, e dopo averne assorbito il potere, parte per reclutare dei Drakons rinnegati così da poter donare loro le gemme verdi raccolte e combattere gli skranders.
I draghi recultati sono:
- Gorgon: il re dei draghi marini, fratello di Luminares.
- Miltir: drago del vento a quattro ali
- Trigon: drago tricefalo
- Raven: re dei rettili
- Narden: regina delle salamandre

Luminares, grazie al suo potere di Re di Drakonia, apre un varco dimensionale, conducendo i suoi Drakon al trono del drago, dove affronteranno gli usurpatori al trono.
Lo scontro sembra volgersi in favore dei Drakons, quando a un certo punto Mayestos, riesce a sottrarre dal trono del drago un amuleto: Il Sigillo di Smeraldo. Apparentemente dopo la morte di Luminares, la sua forza vitale fu racchiusa in questo sigillo.
Grazie al Sigillo di Smeraldo, Mayestos riesce a sua volta ad aprire un varco dimensionale, e battere in ritirata insieme al suo clan.
A quel punto Gorgon chiede a Luminares dove fossero fuggiti gli Skranders. Luminares risponde che si erano nascosti nella montagna volante e che andavano stanati. Gorgon lo incita a guidarli, e Luminares conferma, annunciando una guerra senza esclusione di colpi.
Il corto animato termina quindi con un finale aperto, che fa intendere ci sarebbe stato un proseguimento alla storia (che si sarebbe chiamato "La porta degli Inferi”, che però non è mai arrivato a causa dello scarso successo della serie.

## Gioco
Il gioco prevede due tipi di carte Carta Drago (36 della prima serie e 36 della seconda serie) e Carta Magia (70 della prima serie e 70 della seconda serie) e si gioca in due a turni, ciascuno con due mazzi (un mazzo di Carte Drago e uno di Carte Magia, preferibili 12 Carte Draghi e 24 Carte Magia) con i Draghi 3D (Clan Skranders o Dragons Rinnegati). I giocatori devono scegliere il loro Drago combattente e metterlo in campo con il fronte verso l'alto e la Miniatura sopra. I giocatori tirano a sorte e chi vince attacca e l'altro difende a turno. Il giocatore può usare la Powerflash e se il Drago combattente che ha attacca ha più potere dell'avversario ha +100 Bonus all'attacco; se il valore di Attacco di chi attacca è superiore alla Difesa dell'altro giocatore l'avversario può difendersi in due modi: con una Carta Magia col fronte verso l'altro o lanciare il contrattacco con la Carta Drago (ogni carta ha tre sfere colorate: gialla, arancio o viola e se il contrattacco ha successo il turno finisce in parità). Il giallo vince contro l'arancione, l'arancione contro il viola e il viola contro il giallo.
A ogni turno si mettono da parte le Carte Drago e le Carte Magia, mentre i Draghi 3D che hanno vinto si mettono da una parte mentre quelli che hanno perso o pareggiato dall'altra. Il giocatore che possiede cinque draghi vincenti, cioè che ha sconfitto cinque draghi dell'avversario vince il turno. È possibile utilizzare le carte della precedente collezione ma non si può usufruire del Powerflash.

## Doppiaggio
- Patrizio Prata: Luminares
- Dario Oppido: Mayestos
- Andrea Bolognini: Duir
- Luca Catanzaro: Dith